# Ober-Grafendorf
Ober-Grafendorf osztrák mezőváros Alsó-Ausztria St. Pölten-i járásában. 2024 januárjában 4922 lakosa volt. 

## Elhelyezkedése

Ober-Grafendorf a Sankt Pölten-i járásban

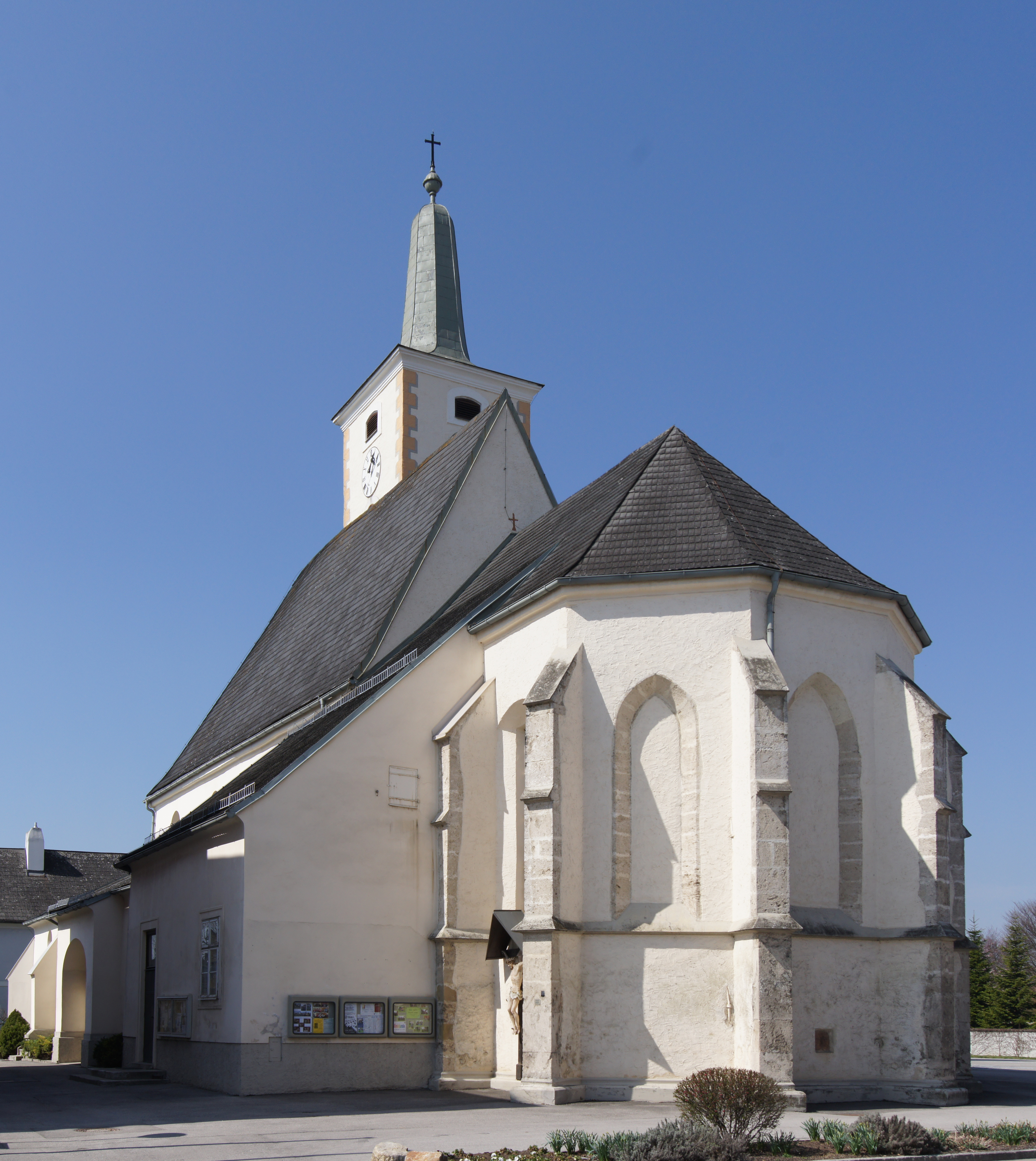
A Szt. József-plébániatemplom

Ober-Grafendorf a tartomány Mostviertel régiójában fekszik a Pielach folyó mentén. Területének 14,9%-a erdő, 69% áll mezőgazdasági művelés alatt. Az önkormányzat 17 települést egyesít: Badendorf (14 lakos 2024-ben), Baumgarten (153), Ebersdorf (302), Fridau (118), Gasten (35), Gattmannsdorf (79), Gröben (28), Grub (31), Kotting (36), Kunning (19), Neustift (59), Ober-Grafendorf (3615), Reitzing (22), Rennersdorf (139), Ritzersdorf (93), Wantendorf (133) és Willersdorf (46).
A környező önkormányzatok: északra Gerersdorf, északkeletre Sankt Pölten, délkeletre Wilhelmsburg, délre Weinburg, délnyugatra Bischofstetten, nyugatra Sankt Margarethen an der Sierning, északnyugatra Markersdorf-Haindorf.

## Története
Ober-Grafendorfot 1122-ben említik először a garsteni kolostor egyik birtoklevelében; templomát szintén a 12. században alapították. Tulajdonosai a waldvierteli Plain-Hardegg grófok voltak. 1652-ben a fridaui vár ura, Johann Karl von Sitzendorf megszerezte Grafendorfot (valamint Gattmannsdorfot és Völlerndorfot). Röviddel ezután a település mezővárosi jogokat kapott, 1656-ban már ilyen státusszal szerepel. 
Bécs 1683-as ostromakor a törökök elfoglalták Grafendorfot, plébániáját felgyújtották, a templomot tevék és lovak istállójaként használták. A lakosság Fridau várába menekült. 1708-ban a Sinzendorf család eladta a fridaui és rabensteini uradalmait Hercules Josef Ludwig Ludwig Turinetti de Priének, Szavojai Jenő herceg barátjának. Az osztrák örökösödési háború idején a francia csapatok egészen a Traisenig nyomultak előre, és Obergrafendorfot is megszállták. 1750-ben Johann Georg von Grechtler hadiszállító eladósodott tulajdonosaitól megvásárolta a fridaui és rabensteini uradalmakat. Fridauban a svájci Johann Friesszel együtt barhentet gyártó textilmanufaktúrát alapított. Egyetlen fia, Georg Anton von Grechtler szegényházat építtetett, és 1500 guldent hagyományozott rá. 1805-ben és 1809-ben a franciák ismét megszállták Obergrafendorfot; Louis-Nicolas Davout marsall Fridauban szállt meg; unokahúga, egy francia tábornok menyasszonya itt halt meg és itt is temették el. 
A Pielach völgyében 1898-ban készült el a vasút. Obergrafendorf vasúti csomópont lett, mivel itt ágazott el a Mankba vezető mellékvonal. 1930-ban szabályozták a folyót, hogy megelőzzék az áradásokat. Obergrafendorf 1959-ben kapta a címerét, 1972-ben pedig neve Ober-Grafendorfra változott.

## Lakosság
Az ober-grafendorfi önkormányzat területén 2024 januárjában 4922 fő élt. Lakosságszáma 1869 óta gyarapodó tendenciát mutat. 2022-ben az ittlakók 89,2%-a volt osztrák állampolgár; a külföldiek közül 0,5% a régi (2004 előtti), 4,4% az új EU-tagállamokból érkezett. 4,3% a volt Jugoszlávia (Horvátország és Szlovénia kivételével) vagy Törökország; 1,6% egyéb ország polgára volt. 2001-ben a lakosok 84,2%-a római katolikusnak, 1,6% evangélikusnak, 1,2% ortodoxnak, 4,5% mohamedánnak, 6,6% pedig felekezeten kívülinek vallotta magát. Ugyanekkor 15 magyar élt a mezővárosban; a legnagyobb nemzetiségi csoportot a németek (91,7%) mellett a szerbek alkották 1,3%-kal. 
A népesség változása:

| 2016 | 4 612 |
| 2018 | 4 544 |

## Látnivalók
- a Szt. József-plébániatemplom
- a fridaui kastély

## Fordítás
- Ez a szócikk részben vagy egészben  az   Ober-Grafendorf című német Wikipédia-szócikk ezen változatának fordításán alapul.  Az eredeti cikk szerkesztőit annak laptörténete sorolja fel. Ez a jelzés csupán a megfogalmazás eredetét és a szerzői jogokat jelzi, nem szolgál a cikkben szereplő információk forrásmegjelöléseként.